# E577
La ruta europea E577 és una carretera que forma part de la Xarxa de carreteres europees. Comença a Ploiești (Romania) i finalitza a Buzău (Romania). Té una longitud de 70 km. Té una orientació d'oest a est.